# Hospital de San Göran
El Hospital de San Göran (en sueco: Sankt Görans sjukhus) es un hospital en Estocolmo, Suecia. Se encuentra en Kungsholmen (una pequeña isla en el lago Mälaren) en el centro de Estocolmo. Fue llamado de San Jorge (Göran en sueco).
El Hospital de San Göran es uno de los hospitales más antiguos de Suecia. Ya se mencionaba en las cartas del siglo XIII por lo que tiene una orgullosa historia de desarrollo social y médico. Junto con el Hospital Karolinska (Karolinska Sjukhuset) es el principal hospital de Estocolmo y de la emergencia del hospital principal.
Aproximadamente 1.500 personas trabajan en San Göran, incluyendo 220 médicos, 560 enfermeras y 350 auxiliares de enfermería. El hospital se constituyó en sociedad en 1994 y se convirtió en el primer hospital de emergencia de propiedad privada en Suecia en 1999.